# Jacques Myard
Jacques Myard, né le 14 août 1947 dans le 6e arrondissement de Lyon (Rhône), est un homme politique français.
Membre des Républicains, il est maire de Maisons-Laffitte depuis 1989.
Il a été député de la 5e circonscription des Yvelines de 1993 à 2017 et conseiller général des Yvelines de 1988 à 1993. Il fait partie des membres fondateurs de La Droite populaire, courant situé à l'aile droite des Républicains.

## Situation personnelle

### Origines
Jacques Myard naît le 14 août 1947 à Lyon dans le 6e arrondissement.

### Formation
Il est diplômé de l'Institut d'études politiques de Lyon, titulaire d'un diplôme d'études supérieures de droit public (Lyon), d'un diplôme d'études approfondies de propriété intellectuelle (université Paris II) et également ancien élève de l'Institut de hautes études internationales (Genève).

## Carrière professionnelle
Conseiller des affaires étrangères, il débute en 1973 après son service national à Alger. Il est nommé secrétaire d'ambassade à Lagos puis, en 1977, officier de liaison à la division politique du Gouvernement militaire français de Berlin. En 1980, il rejoint la direction des affaires juridiques au ministère des Affaires étrangères. De 1986 à 1988, Jacques Myard est conseiller technique auprès de Michel Aurillac, ministre de la Coopération.
Depuis de nombreuses années (au moins 2005), il participe chaque mois sur Radio Courtoisie au Libre journal de la France Libre animé par Henri Fouquereau (auparavant intitulé Pionniers de la radio libre), afin d'y commenter l'actualité politique.

## Parcours politique

### Maire de Maisons-Laffitte
En 1983, Jacques Myard est élu conseiller municipal de Maisons-Laffitte, puis maire en 1989.

### Députation

#### 1993-2002
Jacques Myard est député de la cinquième circonscription des Yvelines à partir de 1993. Il siège au sein du groupe RPR de 1993 à 2002.
D'après l'historien Christophe Le Dréau, il « joue un rôle déterminant dans le lancement et la réussite initiale » de l’Alliance pour la souveraineté de la France créée en 1997 ; il « participe aux réunions et apporte un soutien logistique non négligeable (octroi de locaux pour les réunions à l’Assemblée nationale, envoi du courrier, etc.). Il met également à la disposition de l’Alliance une liste de personnalités à contacter pour assurer les premiers recrutements ».

#### 2002-2017
Jacques Myard siège au sein du groupe parlementaire UMP après 2002.
À partir de juillet 2010, Jacques Myard fait partie, avec une trentaine d'autres députés UMP, du mouvement politique La Droite populaire, qui souhaite peser sur le gouvernement afin de défendre les « valeurs qui font la France », prônant une plus grande fermeté sur les questions de sécurité et d'immigration. En ce qui concerne la répression routière, il est favorable à une certaine tolérance pour les infractions routières mineures.
Le 5 avril 2016, il se déclare candidat à la primaire présidentielle des Républicains en vue de l'élection présidentielle de 2017, mais n'obtient pas les parrainages d'élus et adhérents lui permettant de se présenter.
Au second tour des législatives 2017, il est battu par la candidate de La République en marche !, Yaël Braun-Pivet (58,99 % contre 41,01 %).

### Après la députation
Il mène une liste LR dissidente pour les élections sénatoriales de 2017 dans les Yvelines, où il obtient 5,33 % des voix et n'est pas élu.
En 2018, à l'approche des élections européennes, il rejoint l'éphémère coalition de Nicolas Dupont-Aignan : Les Amoureux de la France.

### Élections législatives de 2024
À la suite de la dissolution de l'Assemblée nationale le 9 juin 2024, il est candidat lors des élections législatives anticipées dans la cinquième circonscription des Yvelines, face notamment à Yaël Braun-Pivet. Il est investi conjointement par le Rassemblement national et Les Républicains dans le cadre de l'accord porté par Éric Ciotti. Au premier tour des élections législatives du 30 juin, il obtient 15,95% des inscrits et se place en 3e position, derrière Yaël Braun-Pivet et Yassine Benyettou. Le 7 juillet, il obtient 18.51% et est une nouvelle fois  battu par Yaël Braun-Pivet.

## Prises de position et controverses

### Politique étrangère et francophonie
Il prône une politique étrangère indépendante, fondée sur la multiplication des coopérations multilatérales et bilatérales. En mars 2003, il défend la position française sur l'Irak, estimant que l'invasion américaine qui démarre est une « folie ». Quelques mois plus tard, il considère que l'occupation américaine est incapable de pacifier le pays et conduit à une « impasse », « conséquence logique d'une guerre unilatérale », et « échec politique ».
Jacques Myard s'engage en faveur du « non » lors de la campagne du référendum français sur le traité établissant une Constitution pour l'Europe (2005). Il est également l'un des six députés du groupe UMP (sur 317) qui votent contre la loi autorisant la modification de la Constitution en vue de la ratification du traité de Lisbonne le 16 janvier 2008. Le chercheur Pascal Perrineau le situe dans la famille souverainiste.
Jacques Myard est membre de la section française de l'Assemblée parlementaire de la francophonie. Il a pris position au sujet de l'emploi de la langue française, et a notamment été à l'origine de la saisine du Conseil constitutionnel sur la ratification du protocole de Londres sur la non traduction des brevets en Europe, qu'il qualifie de « grave menace pour l'usage du français ».

### Cercle Iéna
Jacques Myard donne une conférence au cercle Iéna, un club privé fondé par d’anciens dirigeants d’Ordre nouveau, un groupuscule néofasciste à l’origine de la création du Front national dissous en juin 1973. Le cerle Iéna réunit des personnalités du nationalisme révolutionnaire, dont deux anciens dirigeants du Groupe union défense, groupuscule radical  Alain Robert ou Philippe Péninque, devenu conseiller officieux de Marine Le Pen.

### Soutien aux régimes syrien et russe

#### Soutien au régime de Bachar el-Assad en Syrie
Vice-président du groupe d'amitié France-Syrie, il s'oppose à une intervention armée occidentale contre le régime de Bachar el-Assad ainsi qu'à la livraison d'armes aux rebelles syriens, estimant que ces armes tomberont aux mains des groupes islamistes. Il souligne l'aspect de poudrière que représente le Levant actuel et considère qu'une attaque ne fera qu'aggraver la situation. Il rappelle également l'importance des négociations à Genève avec Moscou[réf. nécessaire]. Il est critiqué pour avoir rendu visite en février 2015 au président syrien Bachar el-Assad et Agnès-Mariam de la Croix, propagandiste du régime soupçonnée d'être impliquée dans l'assassinat du journaliste Gilles Jacquier,.

#### Soutien à l'impérialisme de Vladimir Poutine en Ukraine
Jacques Myard est membre du CF2R, un think-tank pro-russe créé par Éric Denécé et critiqué pour son relai de la désinformation concernant l'invasion de l'Ukraine par la Russie. En 2016, il suscite la polémique se rendant en Crimée occupée aux côtés de Thierry Mariani, où on le voit embrasser une statue célébrant l'annexion illégale de la Crimée par la Russie,. Il effectuera un deuxième voyage en Crimée par la suite. Dès 2014, il est opposé aux sanctions imposées à la Russie après cette annexion, estimant qu'elles seraient « suicidaires pour la France ».
Lors de l'invasion de l'Ukraine par la Russie, en février 2022, il affirme la condamner, mais est opposé à l'envoi de matériel militaire pour aider l'Ukraine à se défendre.

### Droits des couples LGBT
Jacques Myard s'oppose à la création du PACS lors des débats à l'Assemblée nationale. Le 9 octobre 1998, alors qu'Élisabeth Guigou lit à voix haute une lettre du Père Benéteau sur les drames causés par le sida dans les couples homosexuels, Jacques Myard intervient : « Et alors ? Et le cancer ? Faut-il légaliser le sida ? » . Le 7 novembre 1998, il déclare au groupe socialiste, à propos du Pacs : « L'objectif de votre projet a été avoué avec franchise par M. Michel, c'est la reconnaissance par la société de l'union des homosexuels. C'est cela que nous combattons ». Enfin, considérant les homosexuels comme « des personnes qui n'apportent rien à la société », et tandis que le député Alain Tourret justifie le projet du Pacs, Jacques Myard déclare : « Il y a les zoophiles aussi ».
Le 13 janvier 2011, dans une émission radiodiffusée sur Le Mouv', il tient des propos de même nature, dressant un parallèle entre la reconnaissance de l'homosexualité et celle des perversions sexuelles : « On me dit qu'il faut prendre l'homosexualité en compte parce qu'elle existe, mais à ce moment-là toutes les perversions sexuelles... » (propos coupés par les animateurs). L'association GayLib, apparentée au même groupe politique que le député, demande à Valérie Pécresse, présidente de la fédération du parti dans les Yvelines, des excuses publiques de la part de Jacques Myard. Ce dernier reconnaît une phrase « peut-être un peu maladroite » mais ne renie pas le fond de sa pensée : « Je ne m’occupe pas des homos mais ce que je leur reproche c’est d’être devenus un lobby, une secte, de pratiquer le terrorisme intellectuel... Alors moi je leur dis : « Messieurs (sic) les homos des deux sexes, foutez-nous la paix » ».
Le 1er novembre 2011, sur France 2, au sujet de l'introduction de la notion de famille homoparentale dans les programmes des terminales littéraires, dans les manuels de « Droit et grands enjeux du monde contemporain », Jacques Myard déclare : « On essaie d'influencer les têtes jeunes, à former, en présentant l'homoparentalité comme quelque chose qui va de soi. C'est une imposture intellectuelle ».

### Nationalisation d'Internet
Jacques Myard a déclaré qu'il fallait « nationaliser l'internet » car « les États-Unis sont totalement maîtres du système et peuvent ainsi espionner le monde entier... », ajoutant que « les Chinois l'ont bien fait ». L'ingénieur en télécommunications Benjamin Bayart publie une réponse, démontrant les erreurs factuelles de cette déclaration dans un long texte argumenté. Le député nuance et recontextualise par la suite ses propos [citation nécessaire].

### Réserve parlementaire
En 2016, il alloue 57 500 euros à sa ville de Maisons-Laffitte au titre de la réserve parlementaire ainsi que 10 000 euros à une association de parents d'élèves d'une école française à Damas.

## Ouvrages
- La Laïcité au cœur de la République (2003)  (ISBN 978-2747557160)
- Mondialisation : l'Europe fédérale, une réponse pour la France ? Non (2004)  (ISBN 978-2868398598)
- La France dans la guerre de l'information : Information, désinformation, géostratégie (2006)  (ISBN 978-2296014725).
- Marabout à l'Élysée, suivi de Prescriptions pour le désenvoûtement, Paris, L'Harmattan, 2018, 170 p. (ISBN 978-2-343-13978-4, lire en ligne).

Rapports d'information :
- Les Enjeux de la Méditerranée (1995)
- L’adhésion de la Roumanie à l’UE, c'est la famille (2004 et 2006)
- La Langue française dans l’Europe et le monde (2006)
- Le Nécessaire Renouveau de la politique industrielle (2007)
- La Politique des jeux: pour une ouverture maîtrisée (2008)

## Synthèse des mandats
- du 2 octobre 1988 au 31 mars 1993 : conseiller général des Yvelines, élu dans le Canton de Maisons-Laffitte
- du 2 avril 1993 au 20 juin 2017 : député de la cinquième circonscription des Yvelines
- depuis le 19 mars 1989 : maire de Maisons-Laffitte (Yvelines)